# Eckard al II-lea de Meissen

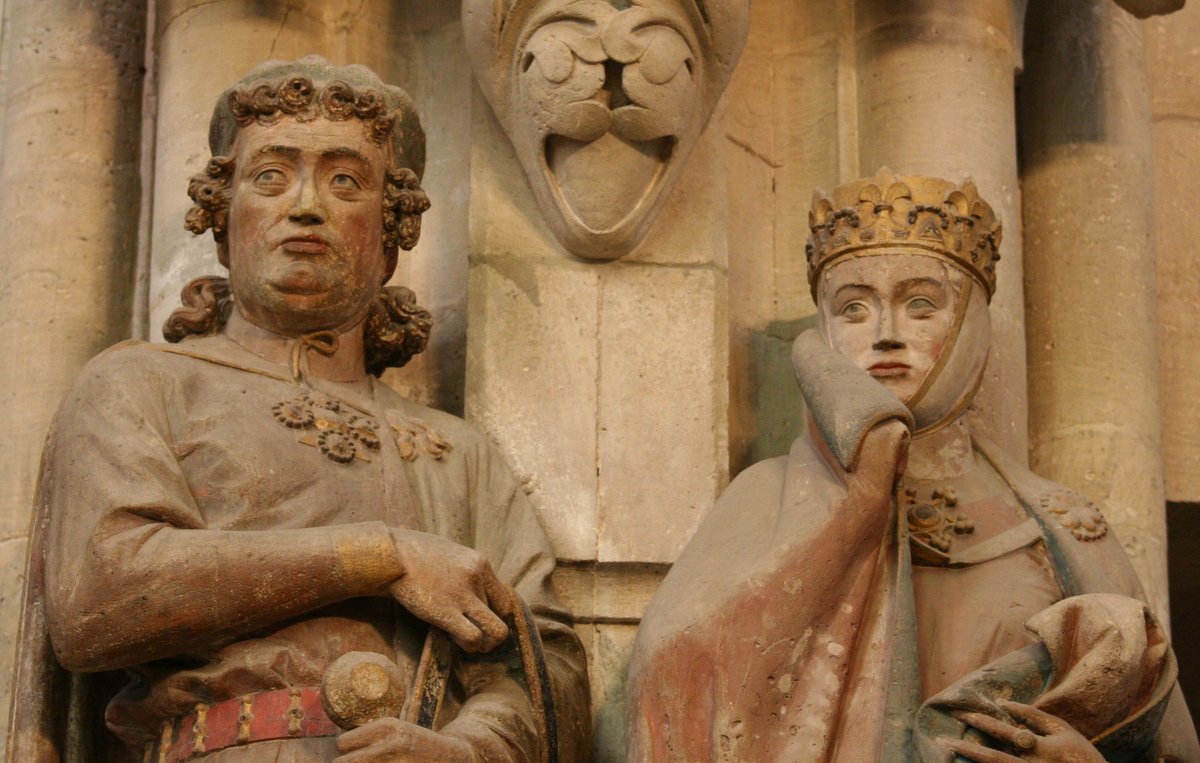
Detaliu din catedrala din Naumburg

Eckard al II-lea (sau Eckhard, Ekkehard) (n. cca. 985; d. 24 ianuarie 1046) a fost margraf de Meissen de la 1038 până la moarte.
Tatăl lui Eckard era margraful Eckard I de Meissen. El a succedat fratelui său mai mare, Herman I. Ca apărător al frontierelor răsăritene ale Regatului Germaniei împotriva Poloniei și Boemiei, Eckard a servit adeseori împăraților Conrad al II-lea sau Henric al III-lea împotriva acestor amenințări, inclusiv contra ducelui Bretislav I al Boemiei. Acesta din urmă, aliat cu regele Petru Orseolo al Ungariei, care provoca numeroase raiduri asupra Bavariei, a obținut numeroase achiziții în Luzacia și Polonia, astfel încât a devenit un adversar de temut al împăratului german. Eckard a participat la cele două campanii întreprinse de Henric al III-lea împotriva Boemiei, el fiind cel mai loial și de încredere aliat al împăratului, în 1040 și 1041: prima a fost lipsită de succes, însă cea de a doua a fost victorioasă și a condus la încheierea unui tratat de pace. Eckard a rămas unul dintre cei mai apropiați sfetnici ai lui Henric până la moartea sa intervenită ca urmare a epidemiei din Saxonia din 1046. El a lăsat prin testament bogația sa excepțională și titlurile asupra posesiunilor sale lui Henric, care a încredințat ulterior Marca de Meissen lui Wilhelm, conte de Orlamünde.
Eckard a fost ultimul reprezentant al dinastiei sale (a Ekkehardingilor), care s-a stins odată cu moartea sa.